# Casa Valls (Bot)
La Casa Valls és una obra de Bot (Terra Alta) inclosa a l'Inventari del Patrimoni Arquitectònic de Catalunya.

## Descripció
Habitatge unifamiliar de caràcter popular, es troba sobre un de més primitiu, de mena senyorial i probablement medieval. La façana principal dona al carrer Major. La planta baixa, està tancada i s'empra com a magatzem. Té una porta de mig punt adovellada. La primera planta és una habitatge i té finestres amb un ampli motllurat; d'altres s'han convertit en balcons i hi ha un tercer grup d'obertures que no segueix l'ordre primitiu. El segon pis, és una golfa sense gaires obertures.
La coberta és de teula i només té un aiguavessant. Quasi tota la façana és de carreu revocat a la planta baixa.A la dovella clau de la porta, hi ha les restes d'un escut, avui sense cap relleu. El ràfec és de lloses de pedra.